# Szerbia világörökségi helyszínei
Szerbia területéről eddig öt helyszín került fel a világörökség listájára, tizenkét helyszín a javaslati listán várakozik a felvételre.
| | Stari Ras városa és a Sopocani kolostor |
| 1979 |                                         |
| Kulturális (I)(III) |                                         |
| Védett terület: 198,72 ha, puffer zóna: 9 935,84 ha, hivatkozás: 96 |                                         |
| A helyszín egy középkori erődítményekből, templomokból és kolostorokból álló épületegyüttes az első szerb főváros Stari Ras külvárosában. A város jelentőségét stratégiailag fontos elhelyezkedésének köszönhette a Raska nevű királyság és a Bizánci Birodalom határán. A domb, amelyen a település fekszik már az i. e. 6. században lakott volt, és a feltárások során a római korból is azonosítottak épületmaradványokat. A legfontosabb épületek közé tartozik a 10. században emelt Szent Péter-templom, amelyet egy keresztény bazilika alapjaira építettek, és évszázadokon keresztül az ország vallási központjának tekintették. Az 1170-ben egy megerősített kolostor részeként épült Szent György-templomban láthatók Szerbia legrégebbi 12. vagy 13. századi bizánci freskói. A Sopocani-kolostor kupolás templomát 1260-ban kezdték építeni I. István Uroš szerb király király parancsára, aki az épületet családi sírboltnak szánta. A templomot 1263 és 1286 között freskókkal díszítették, melyek közül a legszebb Mária halálát ábrázolja. Ez a freskóciklus a legjelentősebb ami Szerbia területén a középkorból fennmaradt. |                                         |

| | Sztudenica kolostor |
| 1986 |                     |
| Kulturális (I)(II)(IV)(VI) |                     |
| Védett terület: 1,16 ha, puffer zóna: 269,34 ha, hivatkozás: 389 |                     |
| Szerbia legnagyobb ortodox kolostorát I. István, a középkori Szerbia alapítója hozta létre a 12. század végén röviddel trónjáról való lemondása után. A kolostoregyüttesnek eredetileg tíz temploma volt, ezekből csak három maradt fenn. Az épületek a középkori raškai stílusú szerb építészet legkorábbi remekművei. Az épületegyüttes a középkori Szerbia fontos szimbóluma volt, királyi temetkezőhely és a szerb ortodox egyház megalapításának helye. A három templom közül a legnagyobb és a legkorábbi a Szűz Mária-templom, amit 1183 és 1196 között építettek. A tizenkétszögű kupolával borított egyhajós épület kapui, ablakai és szobrai főként román stílusúak. A Király-templomot II. István Uroš uralkodása alatt emelték 1313-ban. Mindkét templomot fehér márvánnyal díszítették, belsejükben felbecsülhetetlen értékű 13. és 14. századi bizánci festmények maradtak fenn. A Szűz Mária-templom kupoláján készült freskók 1208 – 1209 között készültek, majd ezeket 1568-ban kibővítették. A Király-templomban látható Szűz Mária életét bemutató jelenetsorozat az egyik legjelentősebb ami abból a korból megmaradt. Ábrázolásaira újfajta térfelfogás és kifejezőképesség jellemző. A három templom közül legkésőbb a Szent Miklós-templom épült ami egyben a legkisebb is. A terméskőből emelt épületben csak néhány freskó maradt meg |                     |

| | Koszovó középkori műemlékei |
| 2004, kiterjesztés: 2006 |                             |
| A veszélyeztetett világörökségi helyszínek listájára került: 2006 |                             |
| Kulturális (II)(III)(IV) |                             |
| Védett terület: 2,88 ha, puffer zóna: 115,38 ha, hivatkozás: 724 |                             |
| A korábban Dečani kolostor nevű világörökségi helyszínt 2006-ban két másik kolostorral és egy templommal egészítették ki, így most a Koszovó középkori műemlékei néven ismert helyszínhez tartozik a peći és a gračanicai kolostor, valamint a ljevisai Szent Szűz-templom is. Jellegzetes falfestményeik a 13. és a 17. század között készültek. A középkori szerb művészet egyesítette a keleti bizánci és a nyugati latin elemeket. építészete a 14. században érte el csúcspontját, ennek kiemelkedő példája a század közepén épített Dečani-kolostor. A román és gótikus stílusba épített öthajós templom belsejében több mint ezer szentábrázolás maradt fenn ami a teljes bizánci ikonográfiát lefedi. Itt található az alapító Stefan Decanski, más néven III. István Uroš szerb király mauzóleuma is. A templom kincstárában mintegy hatvan a 14. és a 17. század között festett ikont és számos értékes tárgyat őriznek. A gračanicai-kolostor legfőbb nevezetessége II. István Uroš udvari festőinek Mikhael Asztrapasznak és Eutikhiosznak falképei. A peći kolostor három összetartozó templomból áll, köztük a Szent Apostolok-templomában található 13. századi freskók egyedi és monumentális stílusban készültek. A ljelsavi Szent Szűz-templom falait a 14. század elején díszítették falfestményekkel, amelyek úgynevezett Palaiologosz-reneszánsz stílusban készültek. Az épületek állagmegóvására eddig nem dolgoztak ki megfelelő terveket, ezért a helyszín felkerült a Veszélyeztetett világörökségi helyszínek listájára. |                             |

| | Galerius palotája Gamzigrad-Romulianában |
| 2007 |                                          |
| Kulturális (III)(IV) |                                          |
| Védett terület: 179,21 ha, puffer zóna: 544,92 ha, hivatkozás: 1253 |                                          |
| A Szerbia keleti részén fekvő egyik legjelentősebb késő római épületegyüttest Galerius császár építtette édesanyja tiszteletére a 4. század fordulóján és róla is nevezte el Felix Romulianának. A sikeres katonai pályát befutó Galerius a legmagasabb rang birtokosaként és a térség uraként bővíttette és alakíttatta az épületeket. A palota a második tetrarchia építészetének jellegzetes példája. Az erődített palotaegyüttes magából a palotából, bazilikákból, templomokból, fürdőkből, egy négyoldalú kapuzatból és a palotától keletre fekvő dombon két mauzóleumból állt. Az épületegyüttes szerkezete elsősorban az uralkodó isteni jellegét fejezi ki. Egy erődítmény mintájára építették és tornyokkal megerősített falakkal vették körül. Az uralkodó 307-ben lemondott trónjáról és 311-ben bekövetkezett haláláig itt élt. A palota ezután is lakott maradt, egészen a 7. századig, ezalatt többször is átalakították. A két mauzóleumot a császárnak és édesanyjának építették és itt tartották meg a szertartásokat is, amikor az elhunytakat isteni rangra emelték. A két mauzóleum mellett ősi sírdombokat, tumulusokat is feltártak. |                                          |

| | Stećak - középkori sírkövek |
| Bosznia-Hercegovina, Horvátország, Montenegró és Szerbia közös világörökségi helyszíne |                             |
| 2016 |                             |
| Kulturális (III)(VI) |                             |
| Védett terület: 49,15 ha, puffer zóna: 324,2 ha, hivatkozás: 1504 |                             |
| A Stećak (többes számban stećci) díszesen faragott sírkő, Európa középkorának egyedi régészeti és történelmi hagyatéka. A világörökségi helyszínhez megközelítőleg 4000 ilyen sírkő tartozik, 28 temetőből. A négy ország területén eddig 3300 helyszínen megközelítőleg 70 000 sírkövet jegyeztek fel. A legkorábbiak a 12. század második felére a legkésőbbiek a 16. századra datálhatók, a legtöbb követ a 14. és a 15. században faragták. Bár szorosan a középkorhoz kötődnek sokkal korábbi, történelem előtti hatások is kimutathatók rajtuk. Formájuk változatos, lehetnek egyszerű kőlapok, dobozszerű vagy nyeregtetővel fedett sírkövek, keresztek, oszlopok. Minőségük nagymértékben függ a kőfaragó technikai felkészültségétől és a megrendelő kívánságaitól. Bár a 16. századtól nem faragtak újabb köveket mégis napjainkig hatnak a környéken élők kultúrájára, történeket kapcsolódnak hozzájuk és hatással vannak a helyi művészekre, festőkre, szobrászokra, költőkre és fényképészekre is. A helyszínhez tartozó valamennyi sírkő eredeti helyén található és viszonylag jó állapotban van, a 28 helyszín kiválasztásakor törekedtek arra, hogy minden jellegzetes formájuk képviselve legyen. A kövek tanulmányozása és dokumentálása a 19. században kezdődött és jelenleg is tart. |                             |